# Moweaqua (Illinois)
Moweaqua – wieś w Stanach Zjednoczonych, w stanie Illinois, w hrabstwie Shelby.